# Ам-ра
Ам-ра, или Амра, — персонаж, придуманный Робертом Говардом для цикла «Ам-ра из племени Та-ан» и ставший прототипом для других его персонажей.

## История создания
Имя Амра было дано Робертом Говардом многим персонажам. Впервые автор ввёл его в качестве имени жителя каменного века в цикле незавершённых произведений «Ам-ра из племени Та-ан». Исследователем Расти Бёрком было замечено явное сходство с циклом произведений «Эн-ро из племени Та-ан» Пола Льюиса Андерсона. Заимствование Говардом сюжетов из произведений других авторов — известный факт, особенности в ранних его рассказах. Персонажи с именами Ам-ра и А-лала, позже появятся в цикле произведений о Кулле и Турийской эре.
Цикл «Ам-ра из племени Та-ан» Говарда предшествовал первому рассказу о Кулле Бегство из Атлантиды. Публицист Элвин Эрл Перри в 1935 году, за год до смерти Роберта Говарда, опубликовал биографическую статью о нём «Биографический набросок о Роберте Говарде», в котором цитировал письмо Говарда. В нём автор прояснял некоторые особенности создания своих персонажей. В отношении Кулла Говард говорил, что тот «угодил на бумагу тотчас же, как только был придуман», однако первоначально Кулл задумывался как второстепенный персонаж для некоего рассказа, так и не вышедшего в публикацию, но «он подмял историю под себя». Исследователь Патрис Луине считает, что этим рассказом было Бегство из Атлантиды, повествующее о самом раннем эпизоде жизнеописания Кулла, и единственным рассказом, действие которого происходит в Атлантиде. В этом же рассказе присутствует друг и соплеменник Кулла — Ам-ра. Персонаж схожего описания и с тем же именем присутствовал в незаконченном цикле произведений Говарда «Ам-ра из племени Та-ан», повествующем о кроманьонцах. По мнению Луине, Ам-ра сыграл ту же роль для Кулла, какую Кулл сыграл для Конана, то есть стал его прообразом. По рассуждению Луине, изменение Ам-ры-кроманьонца на Ам-ру-атланта объясняется самим Говардом, который описывал атлантов как кроманьонцев, а атлантов — предками киммерийцев[уточнить], этим и выявляется преемственность Амра-Кулл-Конана, и кроманьонцы-атланты-киммерийцы. Луине приводит бегство Кулла из Атлантиды как аллегорию, отражающую предпочтение самого Говарда, который, начав писать о Кулле, отказался от сюжетов о доисторических людях, предпочтя жанр фэнтези.
Кроме того, имя Ам-ра, а точнее Амра (без дефиса) было прозвищем Конана среди чернокожих корсаров, когда он был их предводителем. Такое же имя носил герой рассказа «Боги севера», являющегося переделкой рассказа «Дочь ледяного гиганта», который не был принят в публикацию, и Говарду пришлось поменять имя и происхождение героя с Конана из Киммерии, на Амру из Акбитаны. Прозвище для Конана «Амра» Говард объясняет в рассказах словами самих пиратов, давших киммерийцу это имя, означающее Лев на языке африканских племён времён Хайборийской эры. Однако, намеренно или нет, Говард допустил несоответствие; у многих африканцев льва принято называть Симба, а Амра является именование льва у арабов. Что касается Амры из Акбитаны, Говарду не пришлось долго трудиться, чтобы переделать рассказ «Дочь ледяного гиганта» в «Богов севера», изменив имя и родину главного героя. Творчеству Роберта Говарда был посвящён фэнзин, названный AMRA.
В своей книге Dark Valley Destiny: The Life of Robert E. Howard Леон Спрэг де Камп допускал, что этимология слова Амра связана с ирландским языком и обозначает кельтскую национальную элегию. Учитывая, что сам Говард был известен увлечённостью пиктами и кельтами, неудивительно, что изначально он дал имя своему персонажу, исходя из кельтской этимологии, а уже потом связал с псевдоафриканской, основанной на арабском языке. Связь кельтов с кроманьонцами у Говарда прослеживается та же, что в случае с киммерийцами, которые, являясь потомками атлантов-кроманьонцев, в свою очередь, являлись предками кельтов-кимбров.
Годы спустя после смерти Роберта Говарда, когда Конан уже стал популярным и культовым персонажем и стал печататься в комиксах, продолжатели придумали происхождение пиратского прозвища Конана. В выпуске комикса от Marvel имя Амра носил одичавший белый человек из джунглей Куша, явная аллюзия на Тарзана Эдгара Райза Берроуза. Хоть персонаж не был злодеем, однако Конану пришлось его убить в ходе сюжета, после чего он взял имя дикаря себе.